# Nyassachromis purpurans
Nyassachromis purpurans là một loài cá thuộc họ Cichlidae. Nó là loài đặc hữu của Malawi. Môi trường sống tự nhiên của chúng là hồ nước ngọt. Included in the group of open water mouthbrooders called "Utaka" by the native Malawians. The male là một light iridescent blue with ornate yellow fins tipped with a black stripe and grows to a length of 5 to 6 inches, in contrast the female là một drab silver-gray with yellow tipped fins and reaches 3-4 inches.